# Frank de Vries
Frank de Vries (Heemskerk, 7 maart 1965) is een Nederlands jurist, bestuurder en PvdA-politicus.

## Biografie
De Vries studeerde van 1983 tot 1989 Nederlands recht (staatsrecht en privaatrecht) aan de Universiteit van Amsterdam en was daarna tot zijn wethouderschap in 2006 werkzaam aan de Rijksuniversiteit Groningen als universitair docent en onderzoeker bij de vakgroep Staatsrecht. In 2000 promoveerde hij daar op zijn proefschrift “De staatsrechtelijke positie van de Eerste Kamer”.
De jurist De Vries werd in 2002 gekozen tot gemeenteraadslid van de gemeente Groningen. Toen de toenmalige PvdA-fractievoorzitter Marjo van Dijken in 2003 naar de Tweede Kamer vertrok, volgde hij haar in die functie op.
Na de gemeenteraadsverkiezingen van 2006 werd De Vries formateur van het college van B&W, waarin hij zelf locoburgemeester en wethouder van Ruimtelijke Ordening, Volkshuisvesting, Wijkvernieuwing, Grondzaken en Monumenten werd. Na de gemeenteraadsverkiezingen van 2010 kreeg hij daar de portefeuilles Coördinatie Grotestedenbeleid, Sport en Bestuursdienst bij.
Het college waarvan De Vries deel uitmaakte struikelde in oktober 2012 nadat de wethouders van D66 en de SP zich tegen de ontwerp-gemeentebegroting keerden maar desondanks niet wilden aftreden. Kort daarop werd het vertrouwen in De Vries door de lokale afdeling van zijn partij opgezegd en trad hij af.
Na wethouder te zijn geweest was De Vries werkzaam als zelfstandig adviseur, onder meer via Berenschot en StiBaBo, en was hij voorzitter  van de rekenkamercommissie van de gemeente Alkmaar. Per 1 oktober 2017 werd hij benoemd tot waarnemend burgemeester van de gemeente Ten Boer als opvolger van André van de Nadort. Per 1 januari 2019 fuseerde de gemeente Ten Boer samen met de gemeenten Haren en Groningen waarmee deze functie verviel.
Op 19 oktober 2018 werd hij samen met Maarten van Poelgeest benoemd tot kwartiermaker van het Nationaal Programma Groningen. Hij gaf vorming aan deze programma totdat er een programmadirecteur werd aangesteld. Op 11 maart 2019 werd Siem Jansen per 1 juni 2019 benoemd als programmadirecteur waarmee deze functie verviel.
De Vries is zelfstandig adviseur, voorzitter van de raad van commissarissen van het Huis voor de Sport Groningen, voorzitter van de raad van toezicht van Topsport NOORD en voorzitter van de raad van commissarissen van het Groninger Monumenten Fonds.
Sinds november 2021 is de Vries werkzaam bij de Hanzehogeschool Groningen en doceert het vak Beleid, Bestuur en Recht (BBR) aan studenten van de majors Bouwkunde, Civiele Techniek en Ruimtelijke Ontwikkeling van de opleiding Built Environment. Sinds april 2022 is hij bestuurslid van de Toelatingsorganisatie Kwaliteitsborging Bouw (TloKB).
- Gemeinsame Normdatei: 173407471
- Virtual International Authority File: 199166057
- WorldCat: E39PBJpdTkXRBHRkxtTkgX4pfq